# Кенді Джерніган
Кенді П. Джерніган (1952 — 5 червня 1991) — американська мультимедійна художниця, графічна дизайнерка і декораторка, яка відіграла важливу роль на авангардних мистецьких сценах Провінстауна та Нью-Йорка наприкінці 1970-1980-х. Найбільш відома яскравими колажами зі сміттєвих матеріалів, зі знайдених об’єктів, які вона описала як «rejectamenta», представлених у діаграмах до абсурдного ефекту. Джерніган також як колега Пола Бекона створила дизайн обкладинок для десятків музичних альбомів і книг.  

## Біографія
Кенді П. Джерніган народилася в Маямі в 1952 році, закінчила середню школу Маямі Палметто в 1969 році, а потім вступила до Інституту Пратта в Брукліні.  Працювала художницею по декораціях і костюмах у Провінстауні, штат Массачусетс до 1975 року. Художниця-реалістка і подруга Лісбет Фірмін описала її як впливову фігуру на мистецькій сцені міста, яка брала активну участь у її театрі та Мистецькій асоціації Провінстауна. Алек Вілкінсон описав її в 1994 році в роздумах про час, проведений у Провінстауні, як дотепну, замкнуту та скромну в презентації своєї роботи. Дуже любила свого пса Джека. Джерніган проводила більшу частину своїх вечорів, пробуючи нові дослідження пейзажного живопису та натюрмортів. Підтримуючи контакти зі всіма, хто жив і працював в Провінстауні, Джерніган повернулася до Нью-Йорка в 1980 році, де почала працювати художницею-декораторкою для танцювальної компанії, розробила та проілюструвала десятки обкладинок для книг і альбомів. У 1981 році під час рейсу з Амстердама до Нью-Йорка вона познайомилася з американським композитором Філіпом Ґлассом, у них зав'язалися стосунки, в той період вона створила обкладинки кількох його альбомів, зокрема The Photographer, Dance (Nos. 1-5) та In the Upper Room тощо.  За кілька років вона переїхала до Ґласса в його будиночок в Іст-Віллідж, допомагала виховувати його дітей від першого шлюбу, Джульєтту та Захарі. Попри те, що вона була його третьою дружиною, пара провела більшу частину своїх стосунків як співмешканці, одружилися вони лише в 1991. Того ж року Джерніган померла від раку печінки в Меморіальному онкологічному центрі Слоуна Кеттерінга в Нью-Йорку після тривалого періоду хвороби, правильний діагноз їй поставили лише через кілька тижнів після її поховання. 
Після її смерті був створений Меморіальний фонд імені Кенді Джерніган для нагородження хореографів і творців танцювального мистецтва. ЇЇ роботи залишалися на зберіганні в підвальній студії на Мангеттені протягом 1990-х, поки в 1999 році не було випущено посмертну колекцію її робіт Evidence: the Art of Candy Jernigan. Останніми роками спонсорство проєктів виконавського мистецтва, а також виставок її робіт, здійснюється Фондом мистецтв Кенді Джерніган під керівництвом музичного фонду Філіпа Ґласса «Аврора».

## Мистецька кар'єра

Ранній ескіз Джерніган, коли вона була арт-директором журналу Provincetown для «прикрашання» Пам’ятника паломникам, разом із її псевдонімом «Сінді Джероніга», 1977

Перебуваючи в Провінстауні, Джерніган працювала художницею-декораторкою і була членкинею правління Провінстаунської художньої асоціації та музею та Провінстаунської театральної компанії, а також була арт-директором журналу Provincetown.  Одна з перших виставок її робіт відбулася в галереї Іст-Енд у 1977 році, якою керувала її колега-художниця Аллегра Прінц. Переїхавши до Нью-Йорка в 1980 році, Джерніган утвердилася як книжкова дизайнерка і протягом наступного десятиліття своєї кар’єри працювала на відомого книжкового дизайнера Пола Бекона, з яким її познайомила Лорі Долфін. 
У власних роботах Джерніган працювала кількома різними засобами, включаючи акварель, олійний живопис, пастель і змішану техніку, як-от Xerox art. Була членкинею Міжнародного товариства художників-копіювачів і її роботи були представлені в кількох випусках його щоквартального видання, включаючи перше видання «bookworks», що складається з окремих буклетів різних художників.  Серед її найвідоміших робіт у змішаній техніці були її роботи «сміттєвого архіваріуса», кілька робіт відображали нью-йоркське сміття, включаючи обгортки, упаковки та атрибути для наркотиків, такі як голки, флакони та кришки. Джерніган називала такі об’єкти «rejectaments» або «jejectamenta», предметами, які втратили ціль або є одноразовими, а репортер The Morning Call описав її роботу як «прославляння незначного... скоріше, щоб служити доказом нашого існування. [Джерніган] створює небажані реліквії суспільства, яке хоче, щоб про нього пам’ятали у значно більших масштабах, а не в звичайний сенс його найосновніших ідей». До цих робіт із знайденими об’єктами належать Found Dope, Found Dope II та Box O' Roaches, остання — це кілька комах, встановлених на оксамиті, в інтерв’ю журналу New York Magazine 1989 року Джерніган охарактеризувала твір: «Я хотіла, щоб вони виглядали по-царськи». Іншим прикладом використання жуків у її роботі є твір 1985 року Dead Bug Book; після повернення до літнього котеджу її та Гласса в Кейп-Бретоні Джерніган виявила, що будинок завалений трупами жуків, і, замість того, щоб викинути їх, знайшла час, щоб зібрати та намалювати їх для своєї роботи.
Після того, як у неї діагностували рак печінки, вона не перестала працювати і створила серію робіт під назвою Vessels, яка рідко виставлялася, намалювавши понад 80 картин аквареллю на папері протягом 2 тижнів. У серії представлені греко-римські вази та прості контейнери, розміщені на різнокольорових сценах, які виражають різні тони та характеристики простору, який займають предмети.
Роботи Кенді Джерніган були представлені в Dance Theatre Workshop у 1985 та 1989 роках, у музеї Бронкса та Lumen Travo у 1987 році,  і посмертно в McSweeney's Quarterly Concern, Provincetown Art Association and Museum у 2002 році та в галереї Greene Naftali у 2014 році   Її роботи входять до постійних колекцій Музею американського мистецтва Вітні та Музею сучасного мистецтва, Чикаго.

## Вибрані твори

### Дизайн обкладинки
- Corrigan, Леді Керолайн Блеквуд, Viking (1985), перше американське видання
- A Darker Shade of Pale: A Backdrop to Bob Dylan, by Wilfrid Mellers, Oxford University Press (1985), перше американське видання
- Багаті, як ми, Наянтара Сахгал, Гайнеманн (1985), перше американське видання
- Самогон, Алек Вілкінсон, Нопф (1985)
- In the Moment, Френсіс Девіс, Oxford University Press (1986)
- Вогонь Робака, Джо Л. Хенслі, Doubleday (1986)
- Horror Wears Blue, Лін Картер, Doubleday (1987)
- Вергілій в Аверні, Аврам Девідсон, Doubleday (1987)
- Коріння честі, Шеллі Гросс, Дональд І. Файн (1987)
- The Nine Bright Shiners, Антея Фрейзер, Doubleday (1988)
- Пам'ять про сніг і пил, Брейтен Брейтенбах, Фаррар Страус Жіру (1989), перше американське видання
- Король Едуард VIII, Філіп Зіглер, Knopf (1991), перше американське видання
- Вівці, кози та мило, Джон Малкольм, C. Scribner & Sons (1991)
- Смачний спосіб померти, Джанет Лоуренс, Doubleday (1991), перше американське видання
- Журнал року повені, Девід Елі, Дональд І. Файн (1992), посмертне видання

### Обкладинки альбомів
- Фотограф, Філіп Ґласс (1984)
- Formal Abandon, Майкл Рісман (1986)
- Танець (№ 1-5), Філіп Ґласс (1988)
- Музика у дванадцяти частинах, Філіп Ґласс (1988)
- Проходи, Раві Шанкар і Філіп Ґласс (1990)

### Збірники та книги
- Будь ласка, врятуйте мій світ: Діти виступають проти ядерної війни (1984)OCLC 11030523, художник-ілюстратор
- Книга мертвих жуків (1985)  [a]
- Поп-топи сучасного світу (1985), [24] фоліо з 6 примірників, обмежений наклад
- 9 (дев'ять) Невідомі краєвиди (1986)OCLC 81664634
- Докази : мистецтво Кенді Джерніган (1999)OCLC 40668064, посмертне зведення

### Сценографія та візуалізація
- «Моментальні знімки», дебют Ральфа Фредерікса, режисер Грант Кінг, Provincetown Theatre Company, 1978 (декорація литих портретів Джерніганом і Лісбет Фірмін)
- «Найбагатша дівчина в світі знаходить щастя», режисери Чарльз Горн і Джеймс Беннетт, Provincetown Theatre Company, 1979
- « З днем народження, Ванда Джун », режисер Рон Вайссенбергер, Provincetown Theatre Company, 1979
- «Стан серця», Сінді Лі, 1983 [b]
- «Це твердження невірне (Парадокс брехуна)», Мері Еллен Стром, 1988
- «Nuts: (homage to Freud)», Синді Лі, 1989,[b] декорації та дизайн костюмів
- «Сімейство Менсонів: Опера», Джон Моран, 1990 рік

## Виноски
1. ↑  Posthumously published as The Dead Bug Box : 24 postal cards (1999) by Chronicle Books
2. 1 2  Film of production in collections of New York Public Library

## Зовнішні посилання
- Кенді Джерніган, вибрані роботи та біографія на ArtLinked
- Кенді Джерніган, MutualArt
- Приклади книжкових обкладинок Candy Jernigan, Інтернет-архіви